# 王希夷
王希夷（630年—726年），徐州滕县（今山东省滕州市）人。
王希夷孤貧好道，父母去世后，为人牧羊，得到工钱安葬父母。隐居嵩山，师从道士黄颐，学养生达四十年。黄颐的閉氣導養之術都传给了他。黄颐去世，改居住在兖州徂徕山，与道士刘玄博作为隐居之友。喜读《周易》、《老子》，吃松柏叶和杂花，景龍年间，七十余岁，筋力柔强。兖州刺史卢齐卿刺史盧齊卿前去致禮，訪求治理的办法，他回答：“孔子稱‘己所不欲，勿施於人’，可以終身实行。”
唐玄宗东巡，诏命州縣以禮徵召至駕前，王希夷已九十六岁。玄宗令中書令张说访求政事，宦官扶他入宫中，交谈非常愉快，開元十四年，玄宗下制以他为朝散大夫，守國子博士，聽令致仕還山。州縣春秋送去束帛酒肉，賜衣一副、絹一百匹。不久壽終。